# 1956 في بلجيكا
فيما يلي قوائم الأحداث التي وقعت خلال عام 1956 في بلجيكا.

## رياضة
- 3 يونيو – جائزة بلجيكا الكبرى 1956 الفائز بيتر كولينز.

## مواليد

### مايو
- 26 مايو – باول بوت لاعب كرة قدم.

### يونيو
- 22 يونيو – ألفونس دي وولف

### يوليو
- 24 يوليو – مارك بيكي لاعب كرة قدم بلجيكي.

### أغسطس
- 16 أغسطس – دانيال ويليمز درّاج طريق بلجيكي.

### سبتمبر
- 8 سبتمبر – جاكي مونارون لاعب كرة قدم بلجيكي.

### أكتوبر
- 28 أكتوبر – فرانكي فيركواتيرين لاعب كرة قدم بلجيكي.

### نوفمبر
- 9 نوفمبر – ليو كليسترز لاعب كرة قدم بلجيكي.

### ديسمبر
- 9 ديسمبر – دانيال فيت لاعب كرة قدم بلجيكي.

## وفيات

### مارس
- 22 مارس – جورج سارتون (مواليد 1884)

### أكتوبر
- 1 أكتوبر – ستان أوكيرس (مواليد 1920)
- 30 أكتوبر – جاك مويتشال (مواليد 1900) لاعب كرة قدم بلجيكي.